# مرلي واتسون
مرلي واتسون (بالإنجليزية: Merle Watson)‏ هو موسيقي أمريكي، ولد في 8 فبراير 1949 في Deep Gap, North Carolina ‏ في الولايات المتحدة، وتوفي في 23 أكتوبر 1985 في لينوير في الولايات المتحدة.

## وصلات خارجية
- مرلي واتسون على موقع IMDb (الإنجليزية)
- مرلي واتسون على موقع ميوزك برينز (الإنجليزية)
- مرلي واتسون على موقع ديسكوغز (الإنجليزية)